# Мізяківська Слобідка
Мізяківська Слобі́дка — село в Україні, у Калинівській міській громаді Хмільницького району Вінницької області. Населення становить 221 особу.

## Історія
12 червня 2020 року, відповідно до Розпорядження Кабінету Міністрів України № 707-р, «Про визначення адміністративних центрів та затвердження територій територіальних громад Вінницької області», увійшло до складу Калинівської міської громади.
19 липня 2020 року, в результаті адміністративно-територіальної реформи і ліквідації Калинівського району, село увійшло до складу новоутвореного Хмільницького району.

## Жителі
- Стасюк (Романенко) Марія Миколаївна — сучасна українська поетесса, переможниця багатьох фестивалів і конкурсів.